# Seaton (Illinois)
Pour les articles homonymes, voir Seaton.
Seaton est un village situé au sud du comté de Mercer dans l'Illinois, aux États-Unis,. Il est incorporé le 26 septembre 1907.

## Démographie
Lors du recensement de 2010, le village comptait une population de 222 habitants. Elle est estimée, en 2016, à 211 habitants.

### Source de la traduction
- (en) Cet article est partiellement ou en totalité issu de l’article de Wikipédia en anglais intitulé « Seaton, Illinois » (voir la liste des auteurs).